# Cá úc
Cá úc (tên khoa học Arius arius) là một loài cá da trơn trong họ Ariidae. Chúng được mô tả đầu tiên bởi Francis Buchanan-Hamilton vào năm 1822, ban đầu được phân loại thuộc chi Pimelodus.  Đây là loài cá di cư và thường được tìm thấy ở các vùng nước lợ và biển nhiệt đới ở khu vực Đông Tây Thái Bình Dương, bao gồm Bangladesh, Ấn Độ, Campuchia, Malaysia, Philippines, Pakistan, Sri Lanka, Myanmar, Hong Kong, Thái Lan, Singapore và Trung Quốc. Kích thước của chúng có thể đạt đến chiều dài tiêu chuẩn tối đa là 40 cm (16 in), nhưng thường đạt là 15 cm (5,9 in) . 
Loài này thường ăn các loài cá trong chi Stolephorus, cũng như cua, động vật thân mềm, tôm và các động vật không xương sống nhỏ khác. Chúng là loài được quan tâm đối với lợi ích thương mại trong nghề cá. Danh sách đỏ của IUCN hiện đang xếp hạng loài này là Ít được quan tâm nhất do phân bố rộng và không có các mối đe dọa đã biết, mặc dù nó tuyên bố rằng việc thu thập dữ liệu thực nghiệm về tác động của nghề cá đối với quần thể có thể dẫn đến việc phải đánh giá lại. 